# Estación de Ariz-Basauri
Ariz-Basauri es una estación de ferrocarril en superficie, para pasajeros y mercancías, ubicada en el municipio vizcaíno de Basauri, en el límite norte del barrio de Áriz, próxima a los barrios de Urbi y Azbarren de la misma localidad. Da servicio a las líneas E1 y E4 de Euskotren Trena, siendo una de las dos estaciones de cercanías principales de la población, junto con Bidebieta-Basauri.
La estación es propiedad de Euskal Trenbide Sarea. Su tarifa corresponde a la zona 2 del Consorcio de Transportes de Bizkaia.

## Cercanías
La estación, de vía doble, cuenta con un único acceso por rampa en cada andén. Para cambiar de andén hay que cruzar pasos a nivel, con los que cuenta en cada extremo. Dispone de aparcamiento gratuito en el exterior y WC, con una amplia marquesina y servicio de jefe de estación, y venta de billetes en máquina y taquilla.
Ariz-Basauri es especialmente utilizada para trayectos hacia y desde otras localidades del interior de Vizcaya, al este de Basauri, habiéndose disminuido notablemente su afluencia de pasajeros desde 2011, debido a la entrada en funcionamiento de la estación de metro de Ariz, muy próxima. La nueva estación absorbió la práctica totalidad de la demanda de transporte ferroviario de alta frecuencia con Bilbao.
Efectúan parada en la estación todos los trenes de la línea de cercanías E4 de Euskotren Trena con destino u origen en Bermeo, así como en cualquier otro punto de dicha línea (Amorebieta, Guernica, etc.). También sirve a la E1, con destino u origen en San Sebastián u otros puntos (Éibar, Deva, etc.). Como única excepción, los servicios directos del trayecto 1D de dicha línea entre Bilbao y el Duranguesado, y los directos con Guernica dentro de la E4, por la mañana y el mediodía, no realizan parada en Basauri en ambos sentidos.

## Mercancías
Adyacente a los andenes de cercanías, Ariz-Basauri cuenta con una playa con numerosas vías y una grúa, empleadas para clasificar e intercambiar cargas entre convoyes de mercancías de vía estrecha, operados, a día de hoy, por Renfe Mercancías (antes FEVE) y Euskotren Kargo. Durante décadas, tras la transferencia de las infraestructuras operadas por y propiedad de Ferrocarriles Vascongados a la compañía pública FEVE, la titularidad de las instalaciones destinadas al tráfico de mercancías correspondió a dicho ente estatal, hasta que fueron heredadas por Adif al extinguirse la empresa, ya en 2013. Finalmente, la titularidad pasó a manos de Euskal Trenbide Sarea en diciembre de 2018; el gestor vasco ya era propietario de la sección de pasajeros de la estación desde su fundación en 2004.
Ubicada en un destacado nudo ferroviario, a lo largo de su historia han partido, desde esta estación o sus inmediaciones, hasta tres importantes ramales para el transporte de mercancías de las factorías de la zona, que influyeron en la economía de la población y del País Vasco en general:
- El ramal desde la propia estación de Ariz hasta la terminal de transbordo de mercancías de la estación de Bidebieta-Basauri (antiguamente, Estación de Dos Caminos), que permitía transferir en ella las cargas transportadas desde el interior de Vizcaya por vía métrica al ferrocarril de Castejón a Bilbao, de ancho ibérico, para después transportarlas por él a Madrid y a otros puntos del interior de la península, y viceversa. La vía de ancho métrico, que por lo anterior partía desde el extremo este de la estación (sin entrar en ella), fue desmantelada por FEVE al comienzo de su gestión, en los años setenta, por la influencia del transporte por carretera, así como por la clausura de las instalaciones de Basauri de la fábrica de La Basconia, que disminuyeron su utilidad considerablemente. Hoy en día, su traza la ocupa una vía para automóviles, principalmente las calles de Kantabria y Matxitxako. También la terminal de transbordo, ubicada en el barrio de Pozocoeche, fue en consecuencia desmantelada con los años, sirviendo en un principio como apartadero ferroviario, y convirtiéndose paulatinamente en un aparcamiento de vehículos con carácter temporal, cada vez más extenso, hasta abarcar la totalidad del área. En la actualidad, el recinto se encuentra en obras para la construcción de un parque y viviendas, dentro de un plan integral de regeneración de la zona.[2]

- El enlace con la próxima estación de Azbarren, ubicada unos 300 metros al oeste y hoy desaparecida, de la cual solo se mantienen los andenes en ruinas. El enlace aún existe en forma de unas agujas de desvío en el extremo oeste de Ariz-Basauri (en dirección a Bilbao). Desde Azbarren partían, a su vez, dos ramales: Entrada oeste a Ariz-Basauri. Se aprecia la conexión con el ramal a la extinta estación de Azbarren (agujas de desvío hacia la izquierda), a través del cual se transfieren convoyes del o al Ferrocarril de Santander a Bilbao

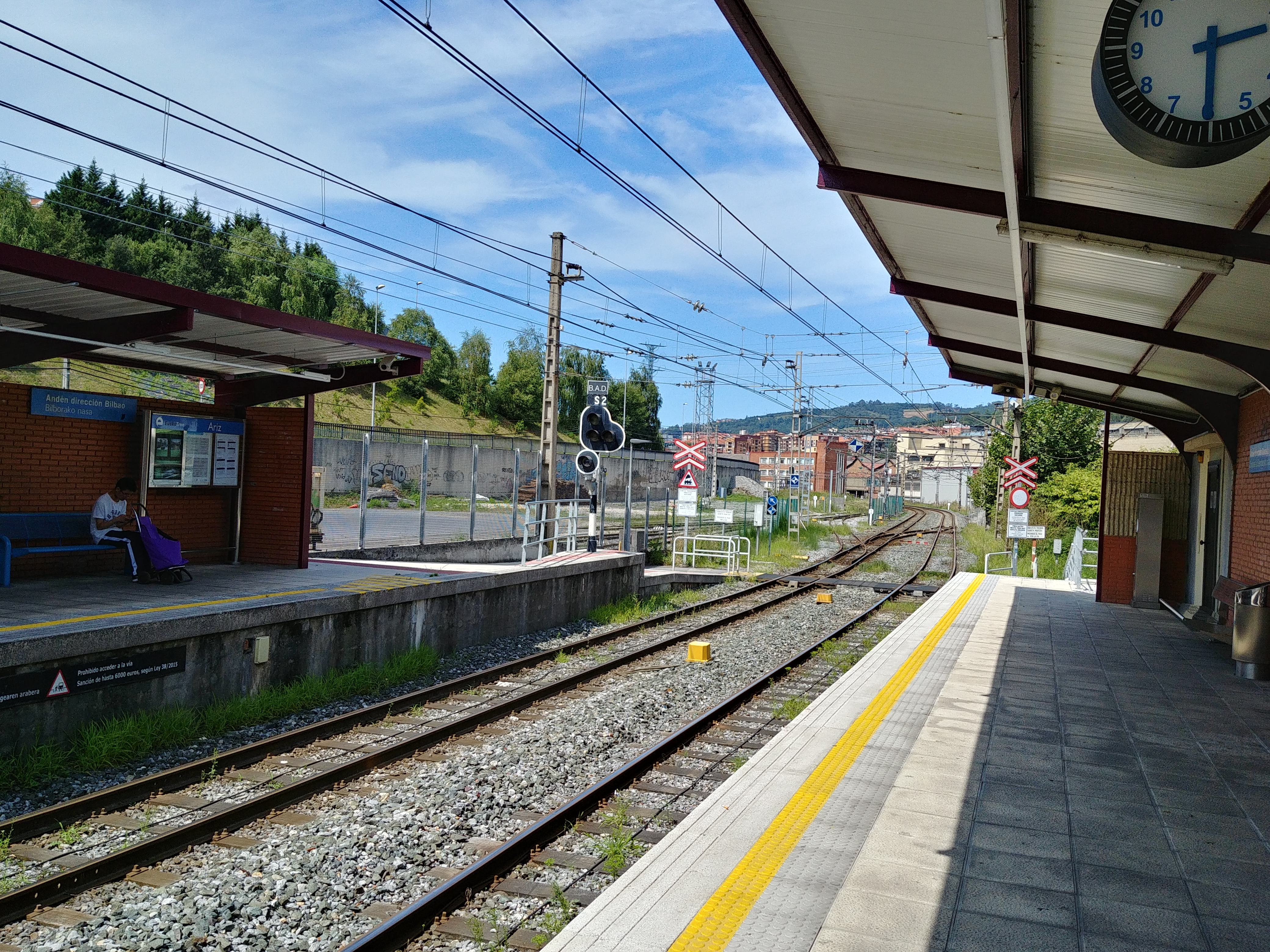
Entrada oeste a Ariz-Basauri. Se aprecia la conexión con el ramal a la extinta estación de Azbarren (agujas de desvío hacia la izquierda), a través del cual se transfieren convoyes del o al Ferrocarril de Santander a Bilbao

  - El conocido como ramal de La Industrial a Azbarren, que unía dicha estación con el entorno industrial en las inmediaciones de la antigua estación del barrio bilbaíno de Basurto (hoy desaparecida y sustituida por una nueva junto al hospital). Este importante ramal, hoy el único en pleno funcionamiento y recientemente reformado,[3] permite enlazar en Basauri la red de vía métrica que atraviesa Vizcaya y Guipúzcoa hasta Bermeo, San Sebastián y Hendaya, con la vasta red de vía estrecha occidental que llega hasta Galicia y León, siguiendo la Cornisa Cantábrica, a través de los ferrocarriles de La Robla y de Santander a Bilbao (y sucesivos), con los que enlaza en Basurto.
  - El denominado ramal de Matico a Azbarren, hoy desaparecido como tal, que permitía enlazar en Basauri la red interior vasca de vía estrecha con otros ferrocarriles métricos del noroeste de Vizcaya, a través del ferrocarril de Bilbao a Las Arenas y Plencia, con el que enlazaba en el mencionado barrio de Matico, en Bilbao. Dicha línea podía dar acceso a otras dos: el ferrocarril de Luchana a Munguía y, a través de este, el ferrocarril de Bilbao a Lezama. El ramal se diferenciaba de los otros por contar con apeaderos para pasajeros, y se utilizaba también para servicios de cercanías, siendo demandado en especial por los trabajadores de las factorías por las que transcurría hasta 1969, cuando un desprendimiento no reparado en un túnel forzó su cierre. En la actualidad, el comienzo del ramal se ha mantienido hasta Sarratu (salida de Basauri hacia Echévarri), punto en el que se cortó el trazado original, aunque se mantuvo el sub-ramal de mercancías, de posterior creación, dedicado a la factoría de La Basconia en Echévarri (hoy ArcelorMittal); dicho ramal menor, aún usado a diario, parte desde ese punto, y hoy constituye el final del trazado, ya en el recinto de la fábrica. Pese a no existir ya en su forma original, la traza y distribución de apeaderos del Matico-Azbarren inspiró el tramo entre Santuchu y Azbarren por el que Metro Bilbao opera hoy sus líneas L1 y L2. Sus túneles y viaductos en ruinas en la zona facilitaron considerablemente la construcción de la infraestructura actual.

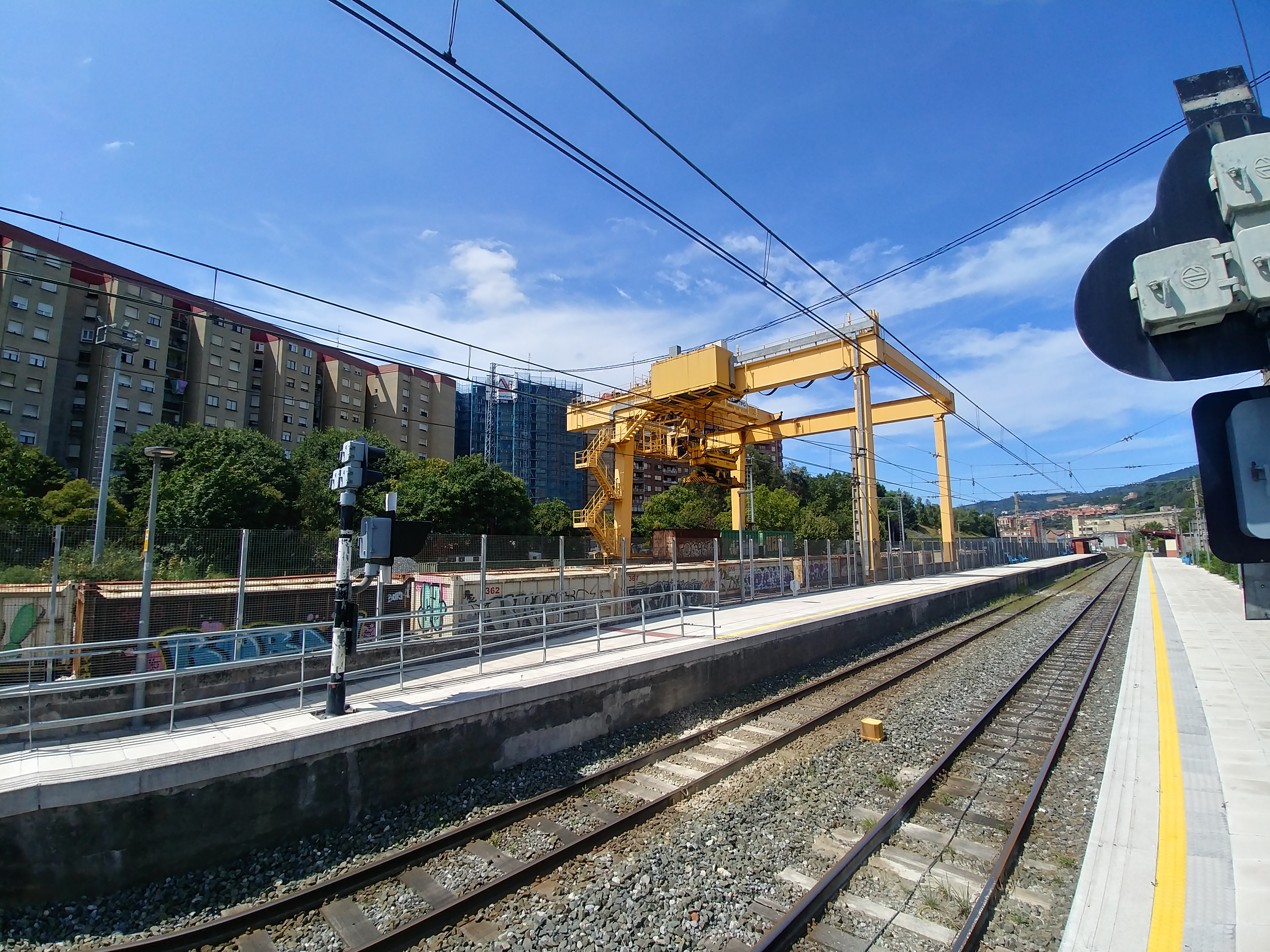
Grúa de mercancías, vista desde la entrada este de la estación
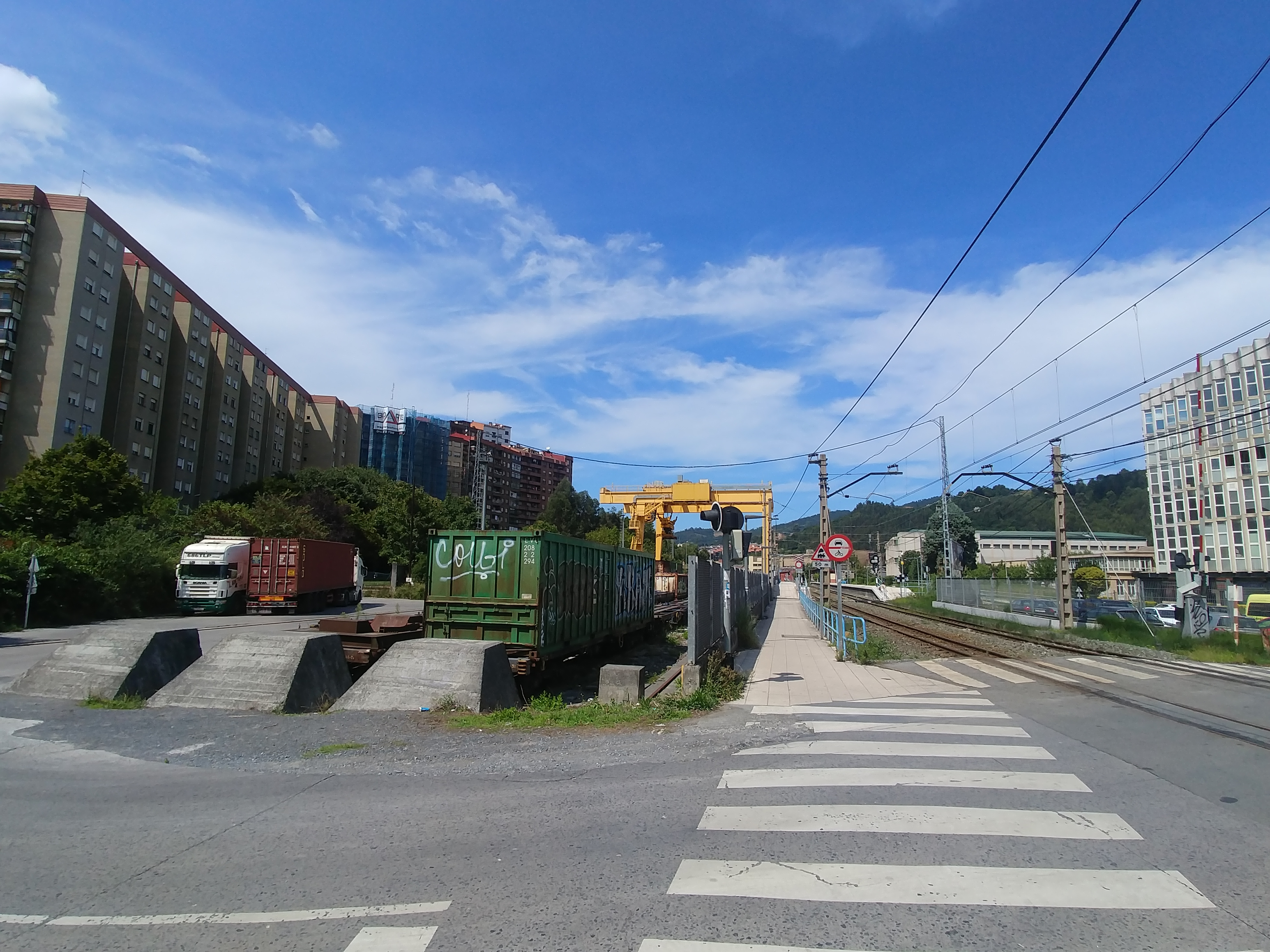
Paso a nivel y acceso a la playa de vías para transporte de mercancías, ubicada tras el andén sur/izquierdo (dirección Bilbao)

## Futura clausura
Con la futura puesta en marcha (prevista para su conclusión en 2026) de la nueva variante ferroviaria subterránea entre Echévarri y Usánsolo, como actuación central del proyecto de «línea 5» del metro de Bilbao, el trazado en que se encuentra la estación desde sus inicios, perteneciente al original Ferrocarril Central de Vizcaya, quedará sin servicio de pasajeros a partir de su entrada a Basauri desde Echévarri (tras cruzar el río Nervión) hasta su empalme con la nueva variante emergida a la salida de Usánsolo. Como consecuencia, las estaciones de Ariz-Basauri, Zuhatzu-Galdakao y la actual de Usansolo quedarán cerradas, previéndose su posterior desmantelamiento.
En el caso concreto de Ariz-Basauri, dicho cambio afectaría, al menos, al servicio de cercanías, que dejaría de prestarse. No se ha aclarado hasta la fecha qué solución se encontrará para el tráfico de mercancías, que podría mantenerse, con ciertos cambios.

## Accesos
- Av. Cervantes, 51